# Thallus

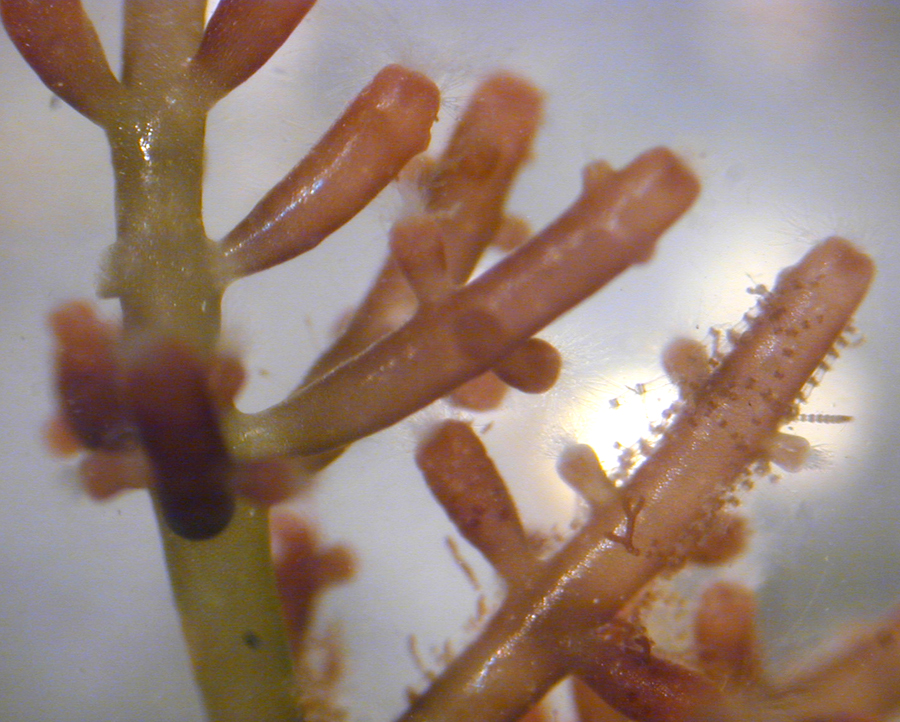
Thallus van een roodwier

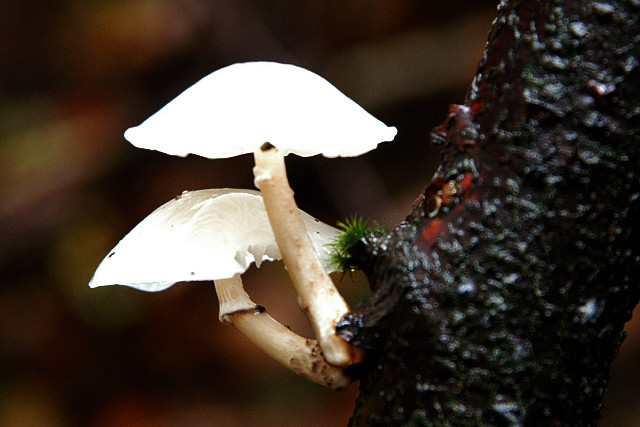
Thallus van een schimmel

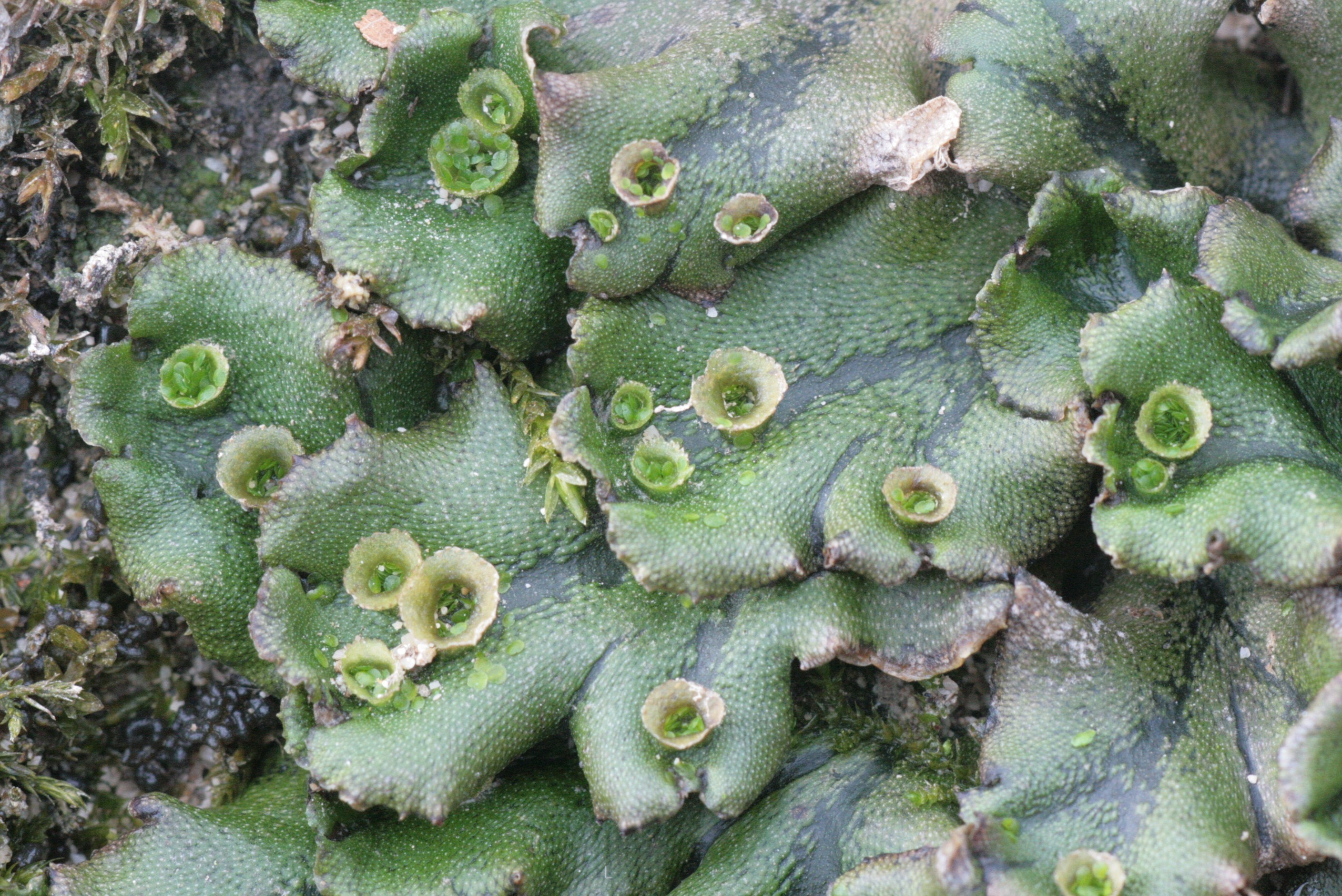
Thallus van een levermos met broedbekers en huidmondjes

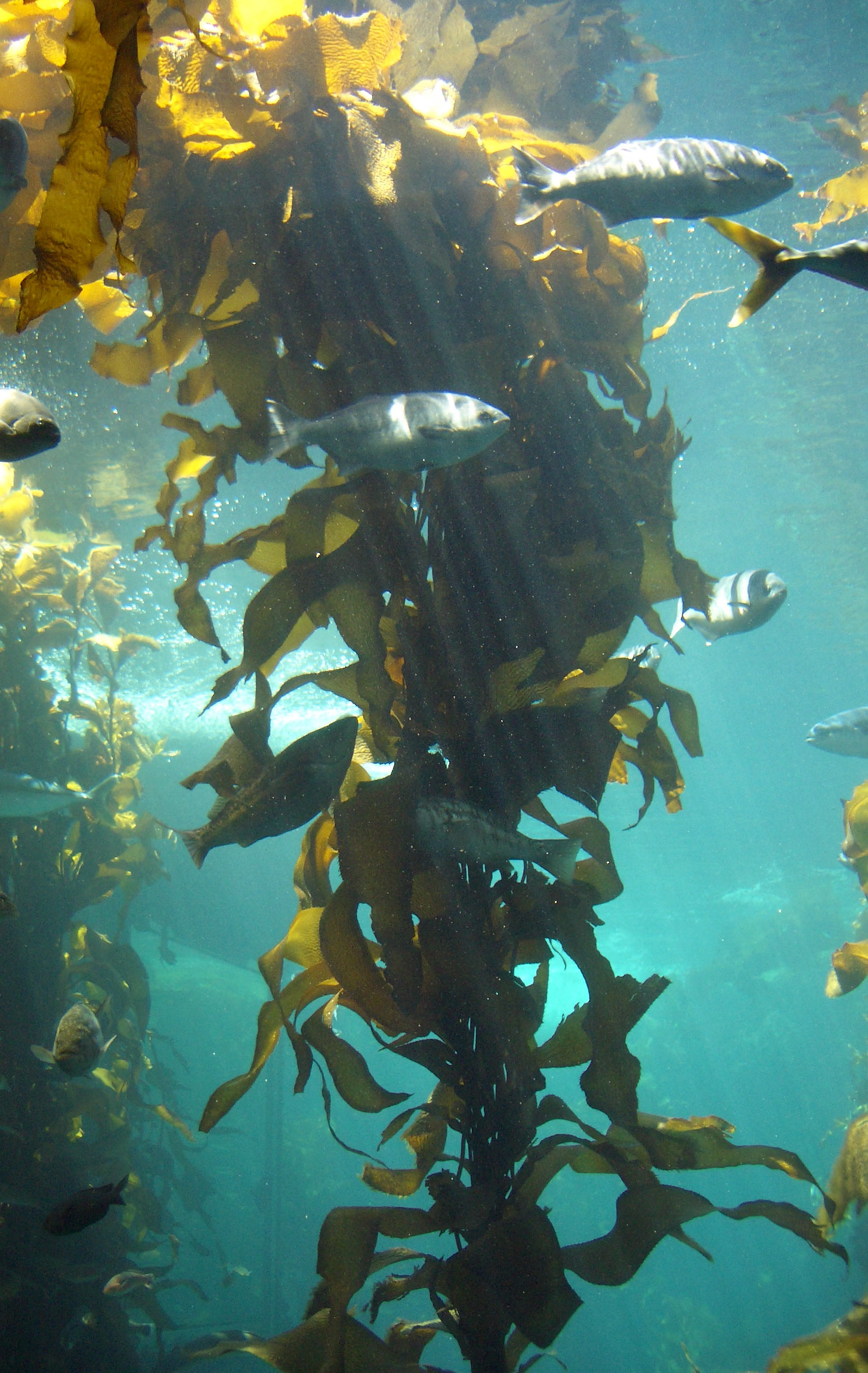
Onderzees kelpwoud (bruinwieren)

Het thallus (ook: de thallus; meervoud: thalli) is een onderdeel van een meercellig plantachtig organisme dat niet is gedifferentieerd in de vegetatieve organen stengel, wortel en blad. Het woord "thallus" is afkomstig van het Griekse θαλλος 'thallos' = tak met bladeren. De naam verwijst naar de vorm van de (bladachtige) organen die lijken op die van planten. In het woord "thallofyt" komt het achtervoegsel 'fyt' van het Griekse 'phuton' = plant. Organismen met een thallus (ook wel Thallofyten) kunnen organen vormen die weliswaar lijken op een plantenstengel, blad of wortel, maar de verschillende organen ontstaan hier uit één zelfde stamcel, of uit meerdere, ongedifferentieerde meristeemcellen. Bij schimmels bestaat het thallus uit schimmeldraden (hyfen).
Thallus is een morfologische aanduiding: een aanduiding voor de bouw van organismen die er plantaardig uitzien, maar niet én wortels en stengels en bladeren bezitten. Ze worden gewoonlijk niet tot het plantenrijk gerekend.
Thallophyta of thallofyten is een verouderde taxonomische benaming voor plantachtige organismen met een thalleuze organisatie. Tot de thallofyten behoren de algen, schimmels, korstmossen en enkele soorten levermossen. Alle voornoemde groepen werden vroeger tot het plantenrijk gerekend, maar zijn nu in eigen rijken ondergebracht. De term Cormophyta werd gebruikt als tegenhanger voor de diploïde planten met een cormus met stengel (spruit), blad en wortel.

## Morfologie
Een thallus kan bestaan uit één enkele cel met meerdere celkernen, of is opgebouwd uit meerdere cellen. De structuur is meestal plat en er zijn, anders dan bij planten, geen vaatbundels. De voortplantingsorganen van een thallophyt zijn vaak uit slechts één cel opgebouwd en niet omgeven door een echte celwand. Is het thallus uit meerdere cellen opgebouwd, dan ontbreken tussenliggende celwanden. Bij thallophyten geschiedt de ontwikkeling van de bevruchte eicel niet als embryo in het vrouwelijke voortplantingsorgaan, zoals bij planten het geval is (bijvoorbeeld in het vruchtbeginsel, bij bedektzadigen).

## Functies
Het thallus geeft organismen het evolutionaire voordeel groter te kunnen groeien dan micro-organismen. Hoewel de bouw verschilt van die van organen bij vaatplanten, kan een thallus wel een analoge (vergelijkbare) functie hebben. Een voorbeeld is het mycelium van een schimmel dat, net als plantenwortels, het organisme verankert in zijn voedselbron en voedingsstoffen daaruit opneemt. Een ander voorbeeld vormen de bladachtige delen van wieren die zonlicht opvangen en dit, middels fotosynthese, gebruiken voor hun stofwisseling.
| Historische namen van verschillende groepen in het "Plantenrijk" | Historische namen van verschillende groepen in het "Plantenrijk" | Historische namen van verschillende groepen in het "Plantenrijk" | Historische namen van verschillende groepen in het "Plantenrijk" | Historische namen van verschillende groepen in het "Plantenrijk" | Historische namen van verschillende groepen in het "Plantenrijk" |
| ---------------------------------------------------------------- | ---------------------------------------------------------------- | ---------------------------------------------------------------- | ---------------------------------------------------------------- | ---------------------------------------------------------------- | ---------------------------------------------------------------- |
| Thallophyta, lagere planten Arrhizophyta                         | Cryptogamae sporenplanten                                        | Prokaryoten, Protophytae, Schizophyta, Monera                    | Prokaryoten, Protophytae, Schizophyta, Monera                    | Bacteria                                                         | Bacteria                                                         |
| Thallophyta, lagere planten Arrhizophyta                         | Cryptogamae sporenplanten                                        | Prokaryoten, Protophytae, Schizophyta, Monera                    | Prokaryoten, Protophytae, Schizophyta, Monera                    | Algen s.l.                                                       | Cyanophyta                                                       |
| Thallophyta, lagere planten Arrhizophyta                         | Cryptogamae sporenplanten                                        | thallofyten zonder archegonia                                    | thallofyten zonder archegonia                                    | Algen s.l.                                                       | Algae s.s.                                                       |
| Thallophyta, lagere planten Arrhizophyta                         | Cryptogamae sporenplanten                                        | thallofyten zonder archegonia                                    | thallofyten zonder archegonia                                    | Fungi, schimmels                                                 |                                                                  |
| Thallophyta, lagere planten Arrhizophyta                         | Cryptogamae sporenplanten                                        | thallofyten zonder archegonia                                    | thallofyten zonder archegonia                                    | appendix: Lichenes                                               |                                                                  |
| Thallophyta, lagere planten Arrhizophyta                         | Cryptogamae sporenplanten                                        | Cormophyta Embryophyta Plantae (s.s.)                            | Archegoniatae                                                    | Bryophyta s.l. Astelocormophyta                                  | Hepaticae                                                        |
| Thallophyta, lagere planten Arrhizophyta                         | Cryptogamae sporenplanten                                        | Cormophyta Embryophyta Plantae (s.s.)                            | Archegoniatae                                                    | Bryophyta s.l. Astelocormophyta                                  | Musci                                                            |
| Thallophyta, lagere planten Arrhizophyta                         | Cryptogamae sporenplanten                                        | Cormophyta Embryophyta Plantae (s.s.)                            | Archegoniatae                                                    | Bryophyta s.l. Astelocormophyta                                  | Anthocerotae                                                     |
| Tracheophyta hogere planten Rhizophyta Stelocormophyta           | Cryptogamae sporenplanten                                        | Cormophyta Embryophyta Plantae (s.s.)                            | Archegoniatae                                                    | Vaatcryptogamen Pterophyta, varens                               | Lycophyta                                                        |
| Tracheophyta hogere planten Rhizophyta Stelocormophyta           | Cryptogamae sporenplanten                                        | Cormophyta Embryophyta Plantae (s.s.)                            | Archegoniatae                                                    | Vaatcryptogamen Pterophyta, varens                               | Pteridophyta                                                     |
| Tracheophyta hogere planten Rhizophyta Stelocormophyta           | Phanerogamae, fanerogamen                                        | Cormophyta Embryophyta Plantae (s.s.)                            | Spermatofyta Lignophyta                                          | Gymnospermae                                                     | Gymnospermae                                                     |
| Tracheophyta hogere planten Rhizophyta Stelocormophyta           | Phanerogamae, fanerogamen                                        | Cormophyta Embryophyta Plantae (s.s.)                            | Spermatofyta Lignophyta                                          | Angiospermae Anthophyta                                          | Monocotyledonae                                                  |
| Tracheophyta hogere planten Rhizophyta Stelocormophyta           | Phanerogamae, fanerogamen                                        | Cormophyta Embryophyta Plantae (s.s.)                            | Spermatofyta Lignophyta                                          | Angiospermae Anthophyta                                          | Dicotyledonae                                                    |